# 白翅冠雉
白翅冠雉（Penelope albipennis），又名白翼官鳥，是一種鳳冠雉。
白翅冠雉分佈在秘魯西北部的蘭巴耶克大區、卡哈馬卡大區及皮烏拉地區。牠們是一種大型鳥類，長達70厘米，外觀像火雞，頸幼頭細。牠們的羽毛呈深褐色，初級飛羽白色。頸上、上胸及翼底有淡色的斑點。喉嚨沒有羽毛，呈橙紅色，有兩葉垂肉。喙藍色，尖端黑色，眼眶皮膚紫色。
白翅冠雉由於嚴重失去棲息地及被獵食，正處於極危的狀況。現時估計只有少於250隻生存。蘭巴耶克保留區（Laquipampa Reserved Zone）的設立正是為保護牠們。

## 外部連結
- 白翅冠雉的相片 （页面存档备份，存于）
- BirdLife Data Factsheet （页面存档备份，存于）
- Internet Bird Collection
- 白翅冠雉的郵票 （页面存档备份，存于）
- 白翅冠雉的保育 （页面存档备份，存于）